# Tanichthys
Tanichthys, é um gênero de peixes dulcícolas da família Cyprinidae da ordem Cypriniformes.  Até recentemente, a espécie-tipo, Tanichthys albonubes, era a única reconhecida.  em 2001, entretanto, Freyhof e Herder descreveram uma nova e muito similar espécie, Tanichthys micagemmae,  do Rio Ben Hai no Vietnã.

## Espécies
- Tanichthys albonubes S. Y. Lin, 1932
- Tanichthys kuehnei Bohlen, Dvorák, Ha & Šlechtová, 2019
- Tanichthys micagemmae Freyhof & Herder, 2001
- Tanichthys thacbaensis V. H. Nguyễn & S. V. Ngô, 2001